# Andrej Tupolev
Andrej Nikolajevitj Tupolev, född 10 november 1888 i Pustomazovo, död 23 december 1972 i Moskva, var en sovjetisk flygplanskonstruktör, grundare av Tupolev.

## Biografi
Tupolev gick på gymnasiet i Tver och tog studenten 1908 och började sedan studera på Moskvas tekniska universitet där han intresserade sig mycket för flyget. Han kom att utses till ledare för universitets vindkanal som han varit med och konstruerat. Han stängdes senare av för att ha varit med i en förbjuden politisk organisation och var bannlyst under flera år. Han kunde komma tillbaka 1914 och kom efter Oktoberrevolutionen 1917 att få en ledande position på konstruktionsavdelningen på Luftfartens huvudförvaltning. 
År 1921 började utvecklingen av Tupolev ANT-1. Andrej Tupolev grundade Tupolev 1922 och under 1920- och 1930-talen uppmärksammades bolaget mest för sina tunga bombplan där Tupolevs konstruktioner blev normgivande för militärt och civilt flyg. Under andra världskriget var Tupolevs Tu-2 en av Sovjetunionens främsta frontlinjebombare.
I början gav Tupolev sina flygplan beteckningen "ANT" efter sina initialer men namngav de senare konstruktionerna "Tu" efter sitt efternamns två inledande bokstäver.
Tupolev var chef för TsAGI (Centrala aerohydrodynamiska institutet) i 15 år med start ungefär 1922. Han arresterades som folkets fiende 1938 men fick upprättelse två år senare. Andrej Tupolev var medlem av Högsta Sovjet mellan 1944 och 1956.
Tupolevs son, Aleksej Tupolev (född 1925), var också flygplanskonstruktör.
Tupolev ligger begravd på Novodevitjekyrkogården.

## Eftermäle
- Asteroiden 12704 Tupolev[10]

## Utmärkelser
- Arbetets hjälte,  1926
- Leninorden,  21 februari 1933
- Röda stjärnans orden,  18 augusti 1933
- Arbetets Röda Fanas orden,  22 december 1933
- Hedersmärke-orden,  13 augusti 1936
- Statliga Stalinpriset, 1:a graden,  1943
- Suvorovorden, andra klass,  19 augusti 1944
- Patriotiska krigsorden av 1:a klass,  10 juni 1945
- ”Hammare och skära”-guldmedaljen,  16 september 1945
- Leninorden,  16 september 1945
- Förtjänstfull vetenskaplig och teknisk arbetare i Ryska SFSR,  1947
- Leninorden,  10 augusti 1947
- Statliga Stalinpriset, 1:a graden,  1948
- Statliga Stalinpriset, 1:a graden,  1949
- Leninorden,  14 januari 1949
- Leninorden,  6 december 1949
- Statliga Stalinpriset, 1:a graden,  1952
- Leninorden,  3 februari 1953
- Medalj "För stridsförtjänst",  1954
- Leninpriset,  1957
- ”Hammare och skära”-guldmedaljen,  12 juli 1957
- Zjukovskijpriset,  1958
- FAI:s guldmedalj,  1958
- Leninorden,  9 november 1958
- Georgi Dimitrov-orden,  1964
- Leninorden,  6 november 1968
- Oktoberrevolutionsorden,  26 april 1971
- Sovjetunionens statliga pris,  1972
- ”Hammare och skära”-guldmedaljen,  22 september 1972
- Medalj ”För segern över Tyskland i det Stora Fäderneslandskriget 1941-1945”
- Socialistiska arbetets hjälte

[Redigera Wikidata]